# 耶稣佩莱格里诺小圣堂
43°46′42.46″N 11°15′27.28″E / 43.7784611°N 11.2575778°E
耶稣佩莱格里诺小圣堂（Oratorio di Gesù Pellegrino）是一座小圣堂，位于佛罗伦萨圣加洛Gallo街和 Arazzieri街转角。

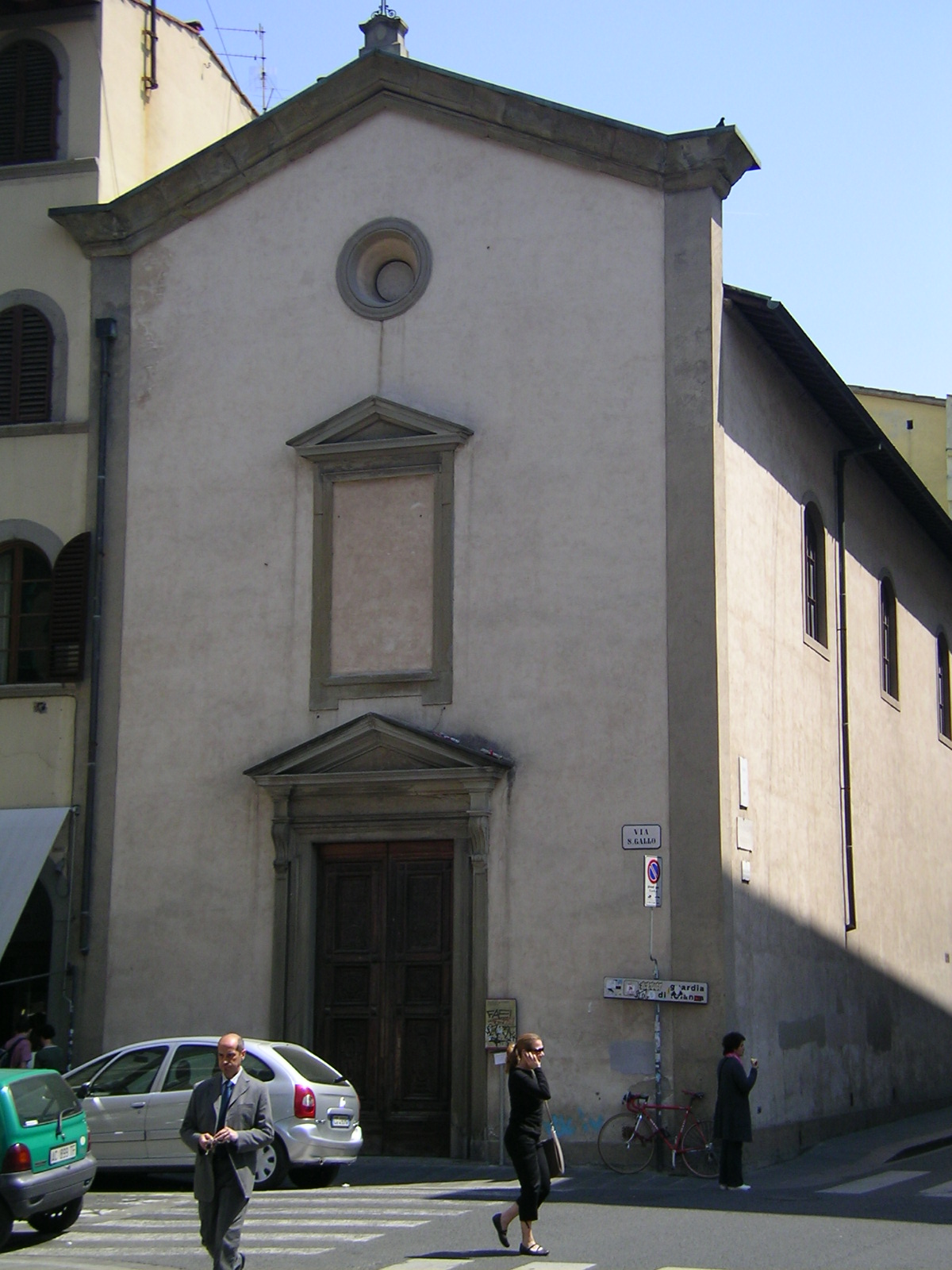
立面

该堂最初名为圣救主堂。1313年主教建立朝圣神父招待所。圣安多尼总主教将堂名改为圣雅各伯堂，并建立年老神父养老院。
1585年至1588年，在美第奇家族的赞助下，改建教堂。内部的壁画和三幅祭台画《耶稣生平》 (1590)出自风格主义画家乔瓦尼·巴尔杜奇。

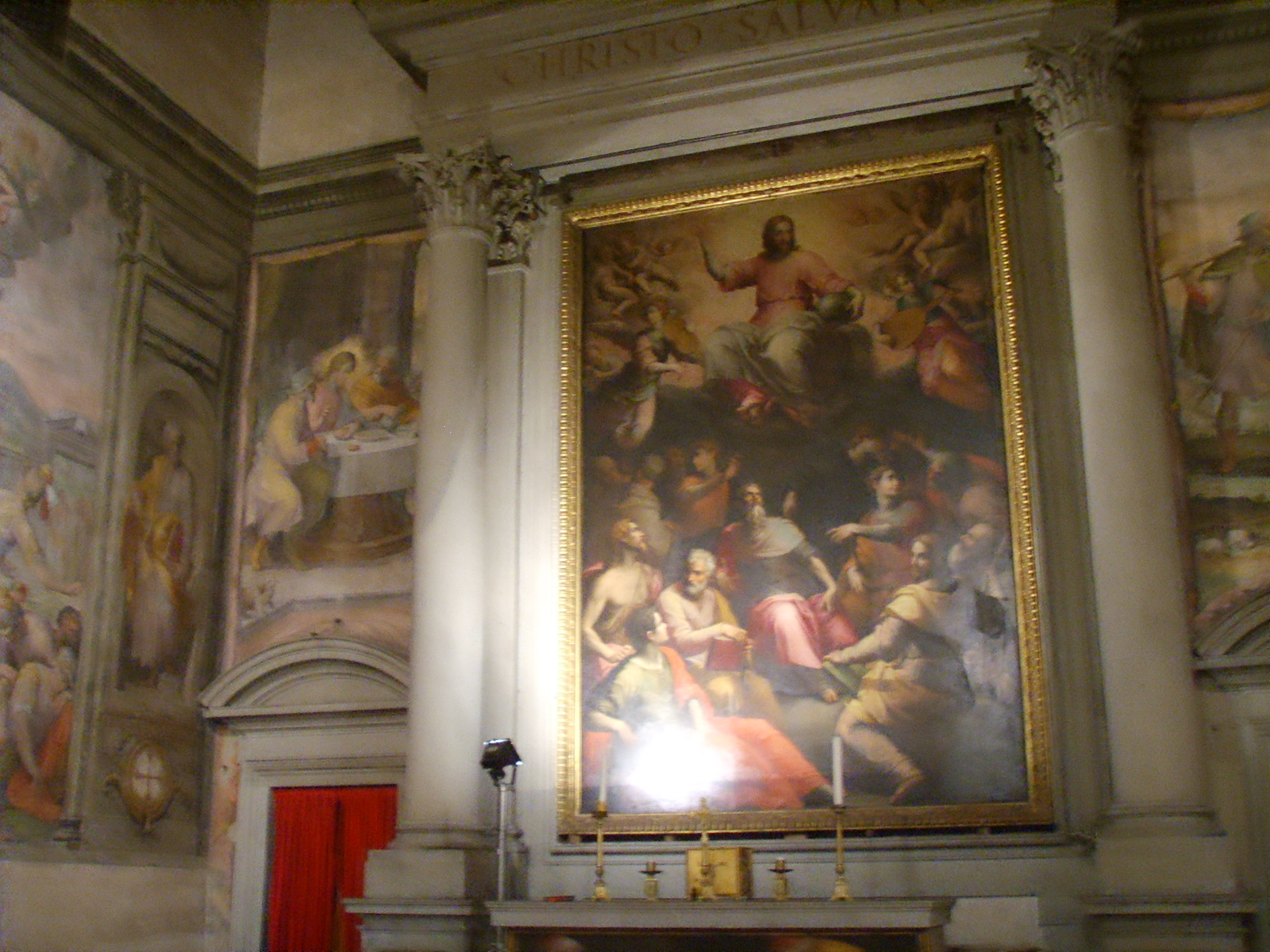
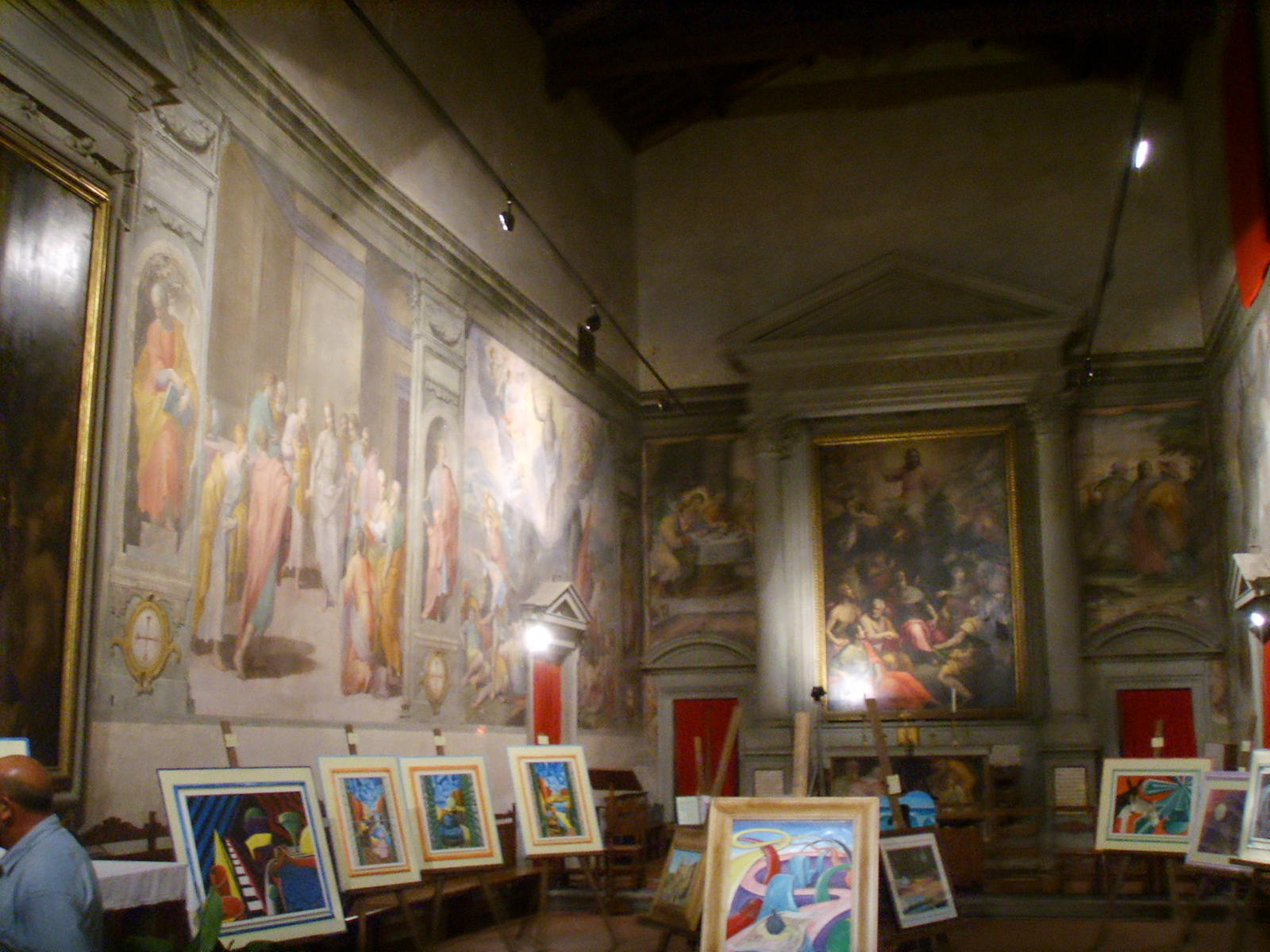
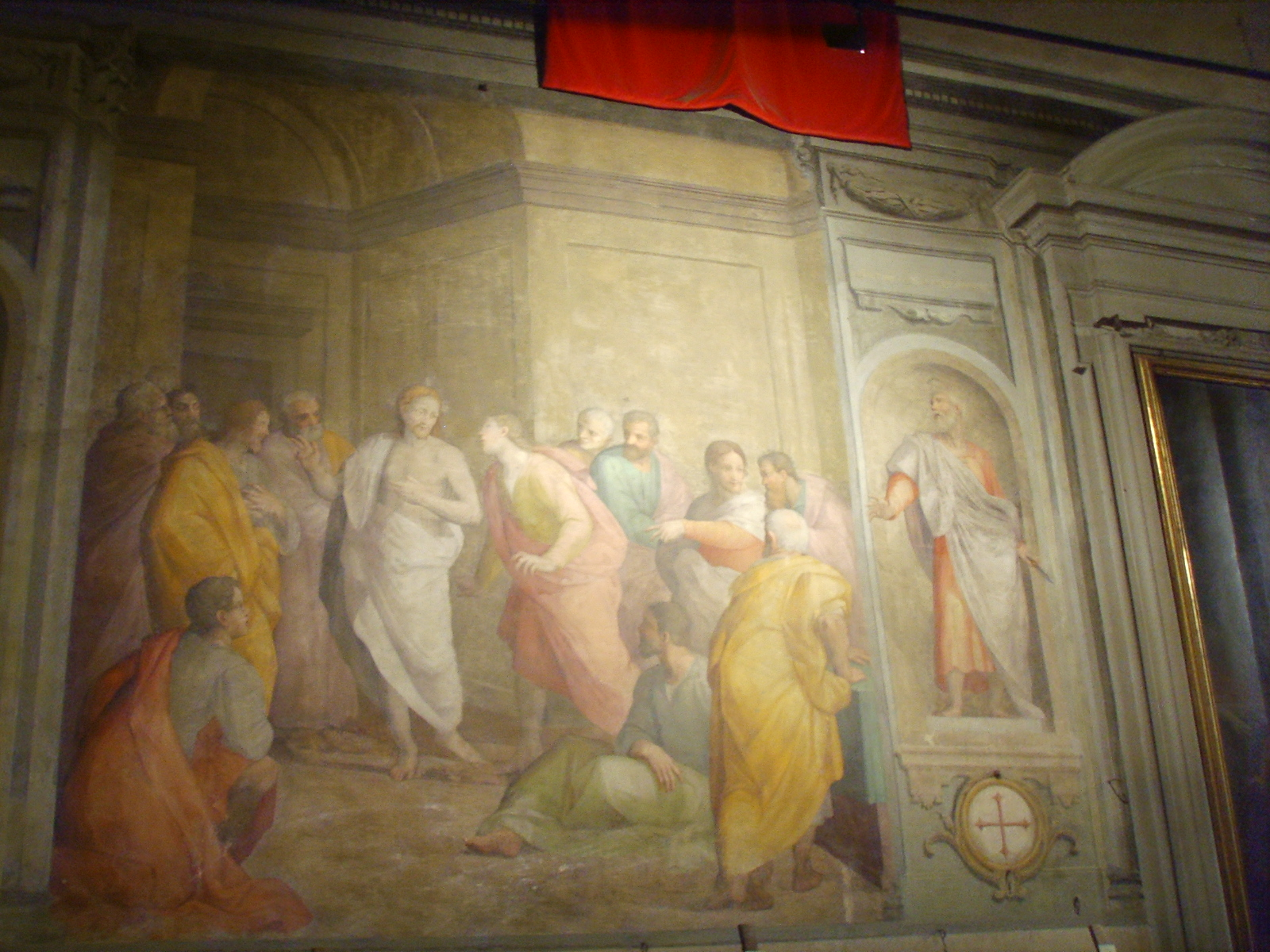
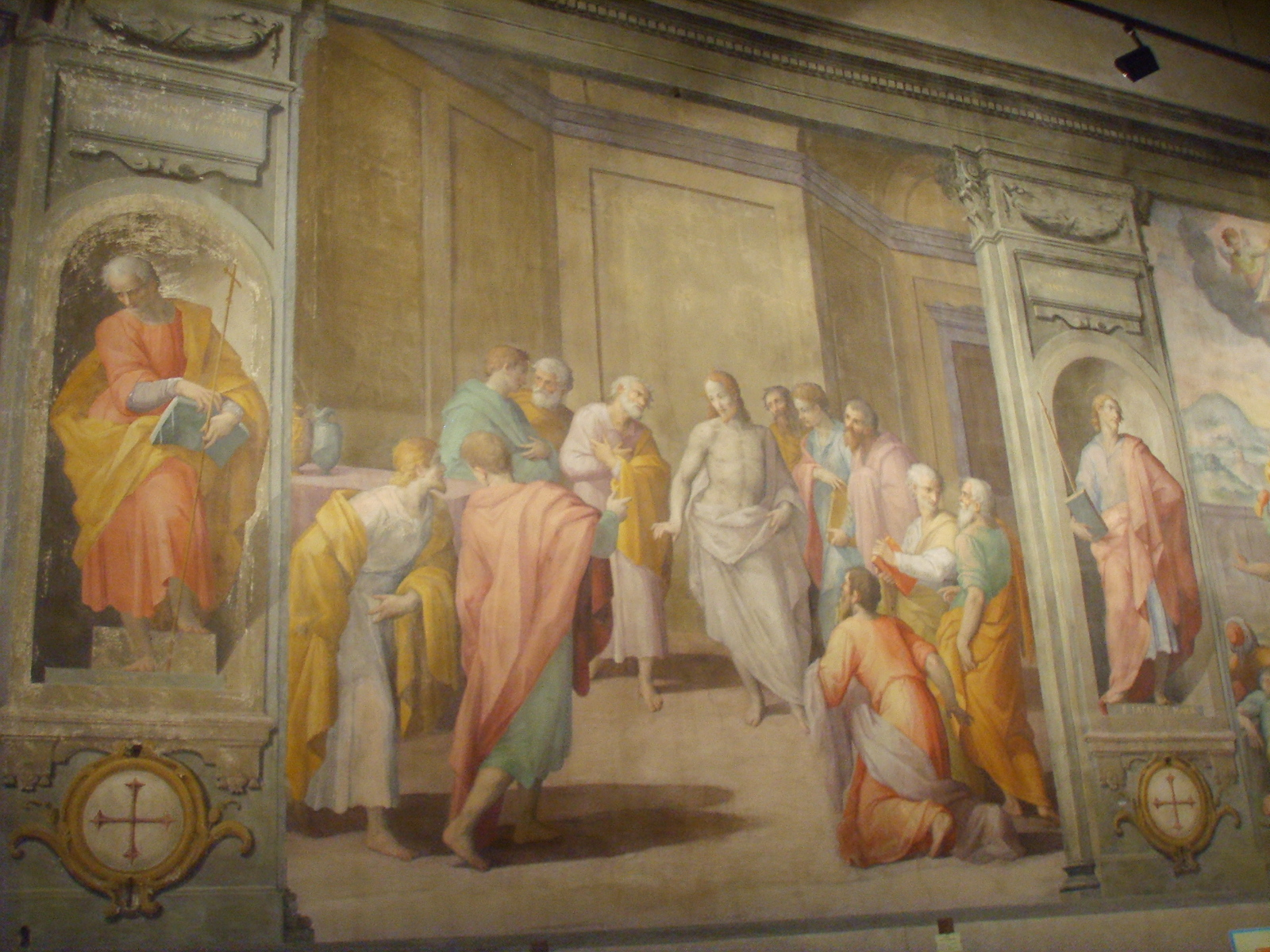
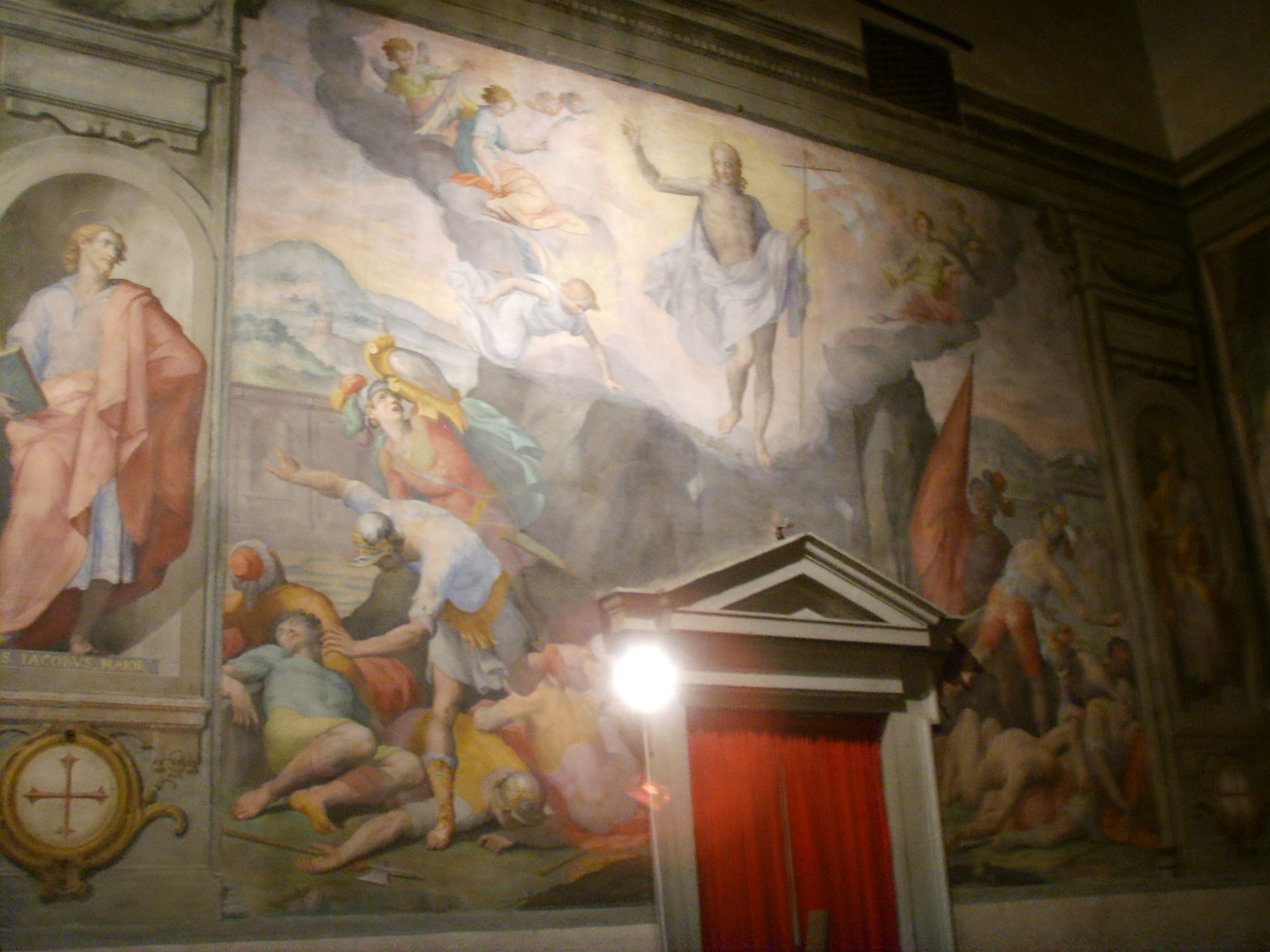
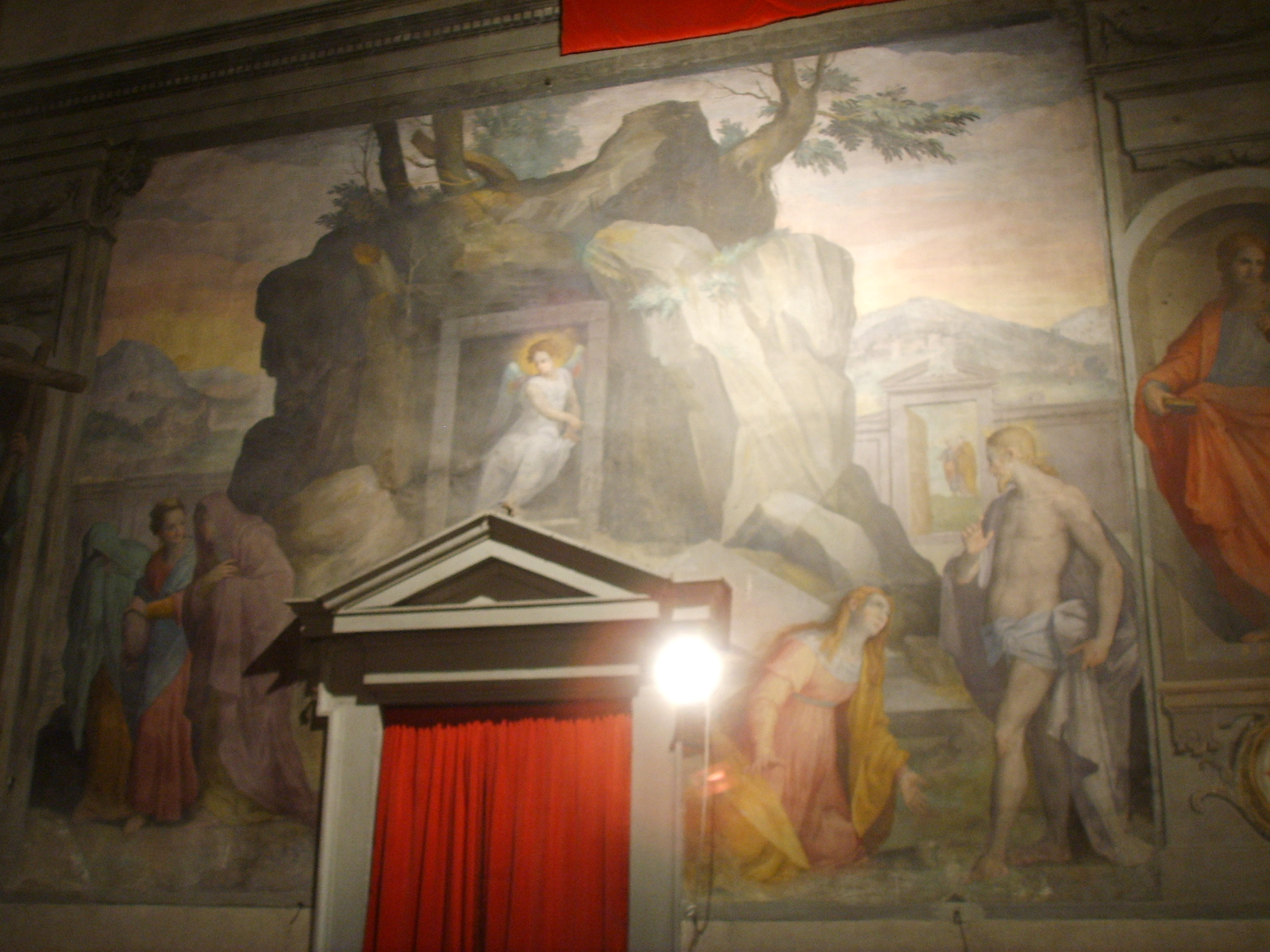
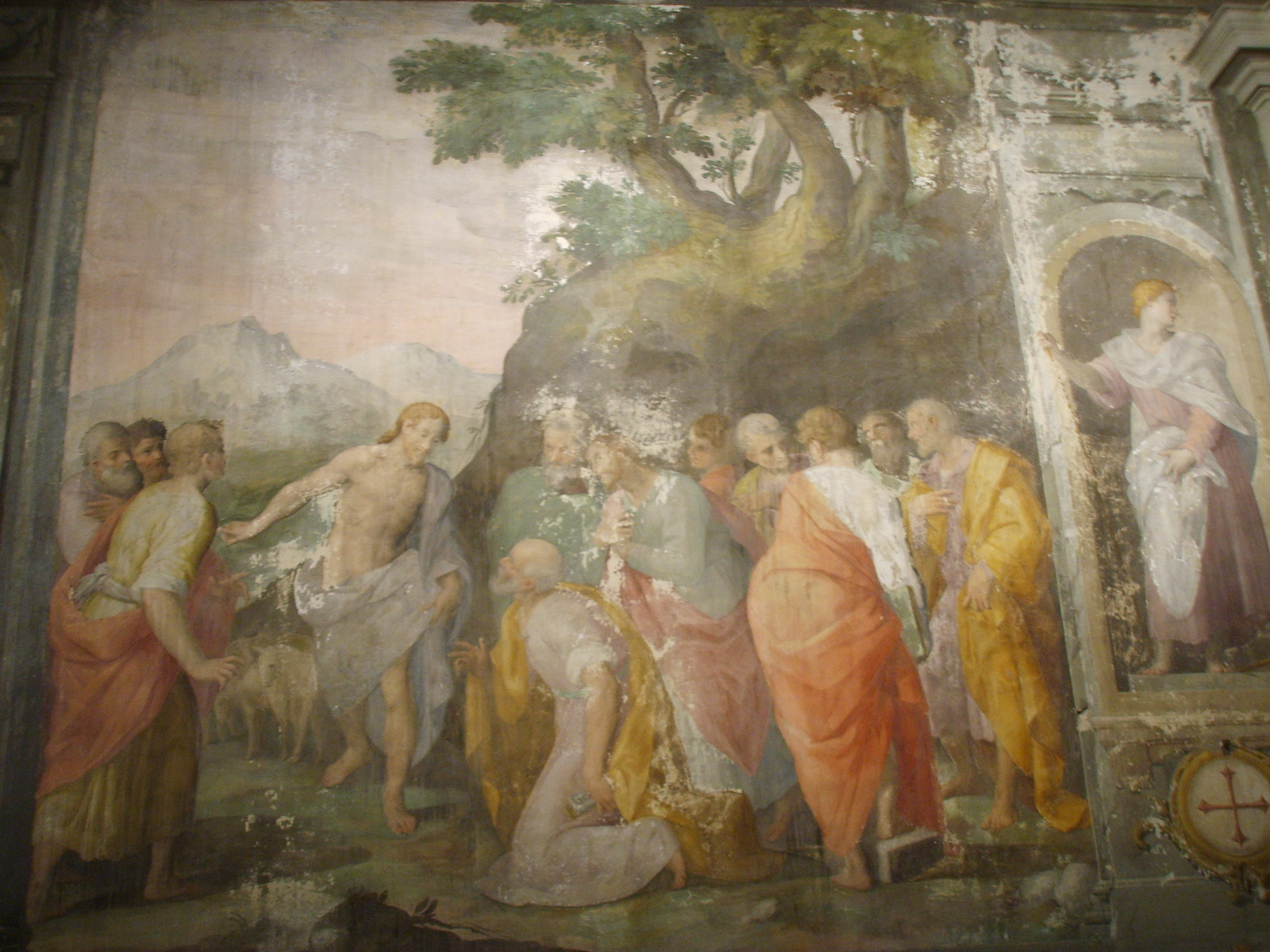
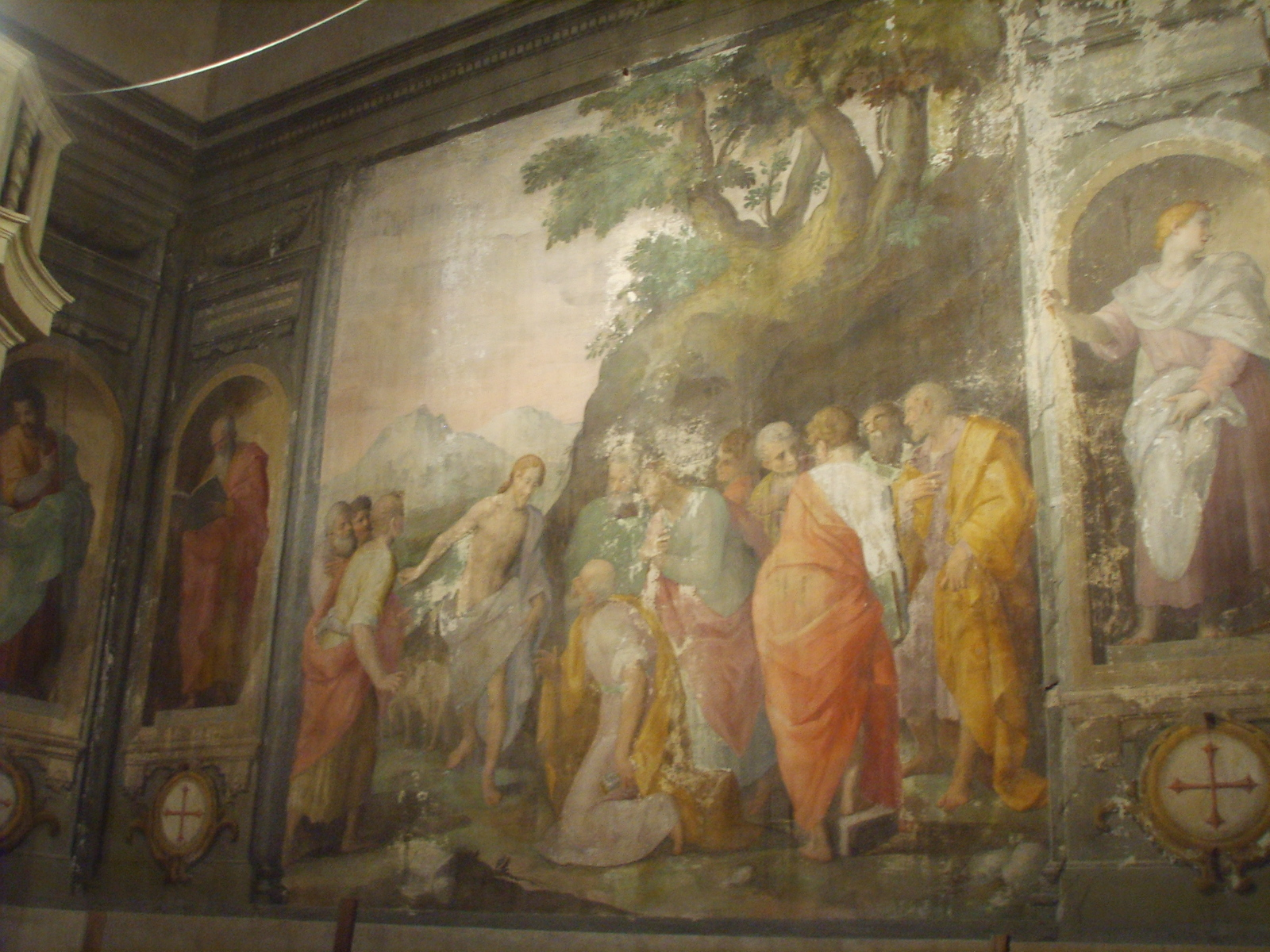